# Apistogramma agassizii
Apistogramma agassizi (Steindachner, 1875) è un piccolo pesce d'acqua dolce, appartenente alla famiglia Cichlidae.

## Distribuzione e habitat
Questa specie è diffusa nel Bacino Amazzonico, e particolarmente diffusa nello stato brasiliano di Amazonas. Abita i piccoli affluenti e i canali naturali che scorrono nella foresta, stazionando soprattutto tra la vegetazione sottoriva, soprattutto palme da cocco con radici in acqua e zone ombrose in genere.

## Descrizione

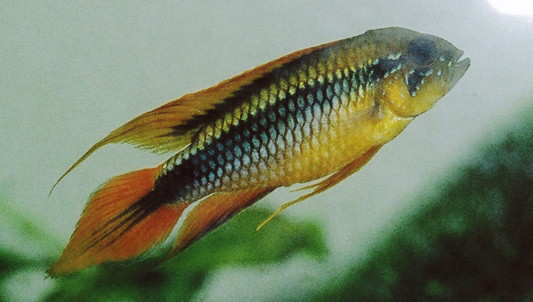
Un maschio con colorazione arancione

Il corpo è tozzo e allungato, compresso ai fianchi, con grosse scaglie e fronte convessa. Le labbra sono carnose, le pinne robuste. Il maschio è più allungato della femmina e con le estremità delle pinne affusolate. La coda è a lancia, mentre nella femmina arrotondata, così come le altre pinne.
La livrea originaria del maschio presenta un dorso olivastro, fianchi dai riflessi azzurri argentei, sottogola e ventre azzurri e gialli. Dall'occhio parte una piccola linea nera obliqua verso la gola una spessa linea orizzontale nera, terminante al centro della coda, che può essere più o meno orlata di chiaro. Le altre pinne sono azzurrine grigiastre, orlate di bruno e bianco. Un'altra colorazione tipica vede il blu sostituito al rosso. Con l'allevamento da parte dell'uomo sono state selezionate diverse varietà di colore. La femmina è solitamente grigio olivastra chiara, con le medesime linee nere ma una colorazione più smorta.

Raggiunge una lunghezza massima di 8 cm (la femmina è solitamente più piccola).

## Comportamento
Tali animali sono territoriali, ma sono meno aggressivi di altre specie dal comportamento similare; inoltre non sono dediti allo scavo del fondale e quindi non creano dissesti in seno alla morfologia dell'acquario.
Occorre introdurli in un acquario abbastanza capiente, caratterizzato da un fondo lavico, molti nascondigli, nella fattispecie sassi e radici sparsi sul fondo, vegetazione a profusione, e ampio spazio libero per il nuoto.

## Riproduzione
La deposizione avviene nelle fenditure o cavità delle superfici rocciose, grazie alla femmina che provvede anche alla pulizia del rifugio generando una corrente, ottenuta muovendo costantemente le pinne.
La difesa dei territori riproduttivi è a carico del maschio mentre le femmine curano la prole relegando i piccoli in minuscole buche ricavate nel fondale; impartiscono ordini ai "cuccioli" mediante un sistema di comunicazione basato su determinate movenze.
La fase iniziale della nutrizione delle larve fa perno sulla consumazione del sacco vitellino, dopodiché occorre nutrirle con artemie appena schiuse (utilizzare una apposita cannuccia o sirnga per indirizzare i naupli sul branchetto di avannotti).
Di facile individuazione il dimorfismo sessuale: il maschio presenta una conformazione più grande e colori più intensi; i contorni della pinna caudale sono più spigolosi di quelli della femmina.

## Alimentazione
Si nutre di artemie e altri piccoli organismi. Gli animali accettano un regime alimentare basato sulla somministrazione di alimenti vivi (Tubifex, Artemia, ecc) liofilizzati, e in scaglie.

## Acquariofilia
pesce di facile allevamento se si dispone di una vasca di un centinaio di litri. L'ideale per lui è un acquario stile "amazzonico" con molti nascondigli, acqua ambrata e luce soffusa, così anche la magnifica livrea verrà esaltata.

## Stato di conservazione
Minacciata dall'inquinamento, dalla cementificazione degli argini dei corsi d'acqua e dalla pesca per il mercato acquariofilo. ma la specie non rischia affatto l'estinzione essendo uno dei pesci più popolari e ogni anno in asia si producono milioni di esemplari.